# Shi Yuhao
Shi Yuhao (né le 26 septembre 1998) est un athlète chinois, spécialiste du saut en longueur.

## Biographie
Le 25 juin 2017, à Pékin, il établit un nouveau record d'Asie junior du saut en longueur en atteignant la marque de 8,31 m, améliorant d'un centimètre sa propre marque établie le 27 juin 2016. Le 5 août 2017, il termine 6e de la finale des championnats du monde de Londres avec un saut à 8,23 m.
Le 3 février 2018, Shi Yuhao remporte le titre des championnats d'Asie en salle avec un saut à 8,16 m, meilleure performance mondiale de l'année. Il se classe par ailleurs 5e des championnats du monde en salle, à Birmingham, avec 8,12 m. Le 12 mai, à Shanghai, il porte son record personnel à 8,43 m (+ 0,7 m/s), échouant à cinq centimètres du record d'Asie.

## Palmarès
| Date | Compétition                    | Lieu       | Résultat | Marque |
| ---- | ------------------------------ | ---------- | -------- | ------ |
| 2017 | Championnats du monde          | Londres    | 6e       | 8,23 m |
| 2018 | Championnats d'Asie en salle   | Téhéran    | 1er      | 8,16 m |
| 2018 | Championnats du monde en salle | Birmingham | 5e       | 8,12 m |
| 2023 | Jeux asiatiques                | Hangzhou   | 3e       | 8,10 m |

## Records
| Épreuve          | Marque | Lieu     | Date        |
| ---------------- | ------ | -------- | ----------- |
| Saut en longueur | 8,43 m | Shanghai | 12 mai 2018 |